# Stuart Olding

a Compétitions nationales et continentales officielles uniquement.

b Matchs officiels uniquement.
Dernière mise à jour le 31 mai 2020.
Stuart Olding est un joueur international irlandais de rugby à XV évoluant au principalement au poste de centre, mais aussi à celui d'arrière. Depuis 2018, il évolue avec le CA Brive et depuis 2013 avec l'équipe nationale d'Irlande.

## Biographie

### Débuts avec le XV du Trèfle et l'Ulster
Stuart Olding dispute la All Ireland League avec l'équipe des Belfast Harlequins. En 2011, il fait ses débuts avec l'équipe professionnel de sa province, l'Ulster. Il est remplaçant lors d'un match de Celtic League contre le Leinster en décembre 2011. Il est sélectionné avec l'équipe d'Irlande des moins de 20 ans en février 2012 pour le Tournoi des Six Nations et le championnat du monde junior.
Il devient ensuite un élément important de l'équipe à partir de la saison suivante, il joue un total de 13 matches en Pro12 et fait ses débuts en coupe d'Europe. Il est donc de nouveau sélectionné pour le Tournoi des Six Nations des moins de 20 ans, puis avec la sélection irlandaise en juin 2013 à l'occasion de la tournée d'été en Amérique du Nord,

. Il fait ses débuts internationaux le 8 juin 2013 face aux États-Unis en tant que titulaire. Il est aussi appelé pour les tests matches de novembre, au cours desquels il dispute un match contre la Géorgie.

### Passage difficile puis retour en sélection
La saison suivante est plus compliquée pour le joueur de 21 ans qui dispute un total de 2 matches avec l'Ulster. Il rejoue de nouveau régulièrement les deux saisons suivantes et il prolonge ainsi son contrat en février 2016 jusqu'en 2019. Il est rappelé par Joe Schmidt en juin 2016 pour la tournée de l'équipe d'Irlande en Afrique du Sud. Il dispute les deux dernières rencontres de la tournée.

### Scandale, licenciement et départ
Le 25 juillet 2017, Stuart Olding et son coéquipier Paddy Jackson sont accusés de viol. Leur procès commence en janvier 2018 et se conclut le 28 mars 2018 à l'issue duquel ils sont déclarés non coupables. Durant cette période, les deux joueurs sont suspendus par leur club. Le 14 avril, l'Ulster résilie les contrats des deux joueurs, soutenu par la fédération irlandaise (IRFU).
Les deux joueurs rebondissent en France, Jackson à l'USA Perpignan fraichement remonté en Top 14 et Olding au CA Brive, fraichement relégué en Pro D2.